# タカラヅカ'69
グランド・ショー『タカラヅカ'69』は宝塚歌劇団の作品。20場。星組公演。1969年12月2日から12月21日まで宝塚大劇場で公演があった。併演は『安寿と厨子王』。

## スタッフ
- 作・演出：岡田敬二
- 作曲・編曲：吉崎憲治、中野潤二
- 音楽指揮：溝口尭
- 振付：岡正躬、佐々木和男、喜多弘
- 装置：渡辺正男
- 衣装：静間潮太郎
- 照明：今井直次
- 小道具：上田特市
- 効果：河ノ上智洋
- 録音：松永浩志
- 演出助手：草野旦
- 製作：大谷真一

## 主な出演
- 西部の娘、愛の女：初風諄
- 西部の男、愛の男：南原美佐保
- 歌う女：如月美和子、姫由美子
- 吟遊詩人：鳳蘭
- ネオ・ロマンの女、歌う青年：安奈淳
- 踊る女：富士ます美、司このみ
- 踊る男：松あきら、景千舟